# Clupeonella abrau muhlisi
Clupeonella abrau muhlisi is een ondersoort van de straalvinnige vissen uit de familie van de haringen (Clupeidae). De wetenschappelijke naam van de soort is voor het eerst geldig gepubliceerd in 1934 door Neu.